# Titularbistum Menois
Menois (ital.: Menoide) ist ein Titularbistum der römisch-katholischen Kirche.
Es geht zurück auf einen untergegangenen Bischofssitz in der gleichnamigen antiken Stadt, die in der Spätantike in der römischen Provinz Palaestina Prima lag. Der Bischofssitz gehörte der Kirchenprovinz Caesarea in Palaestina an.
| Titularbischöfe von Menois |               |                                   |                |                 |
| Nr.                        | Name          | Amt                               | von            | bis             |
| 1                          | Vincent Gelat | Weihbischof in Jerusalem (Israel) | 30. April 1948 | 19. Januar 1968 |